# Liste der Festungen in der Schweiz

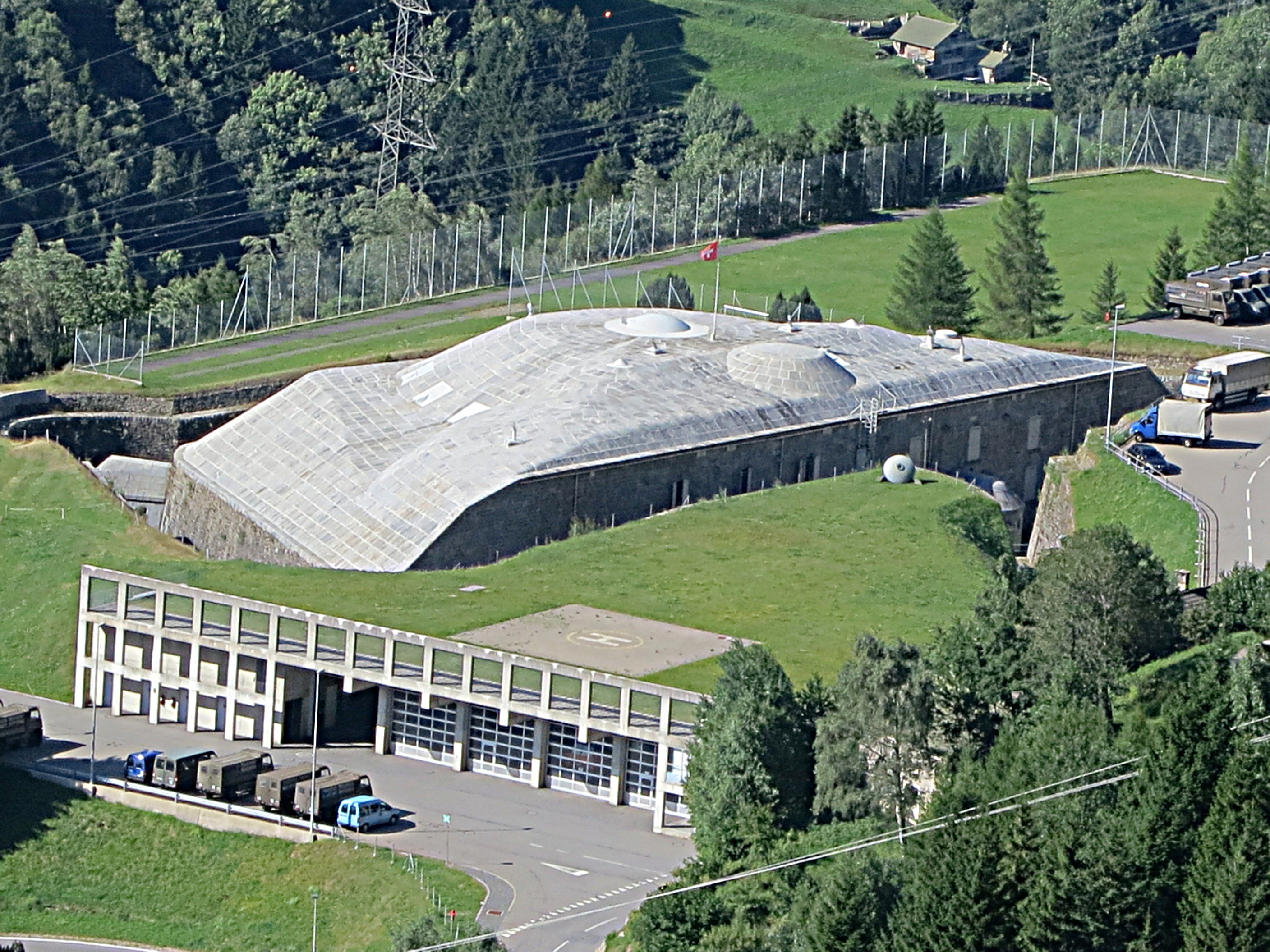
Forte Airolo

Die Liste der Festungen in der Schweiz enthält Festungsbauwerke vom 15. Jahrhundert bis zum Ende des Kalten Krieges.

## Ältere Festungen

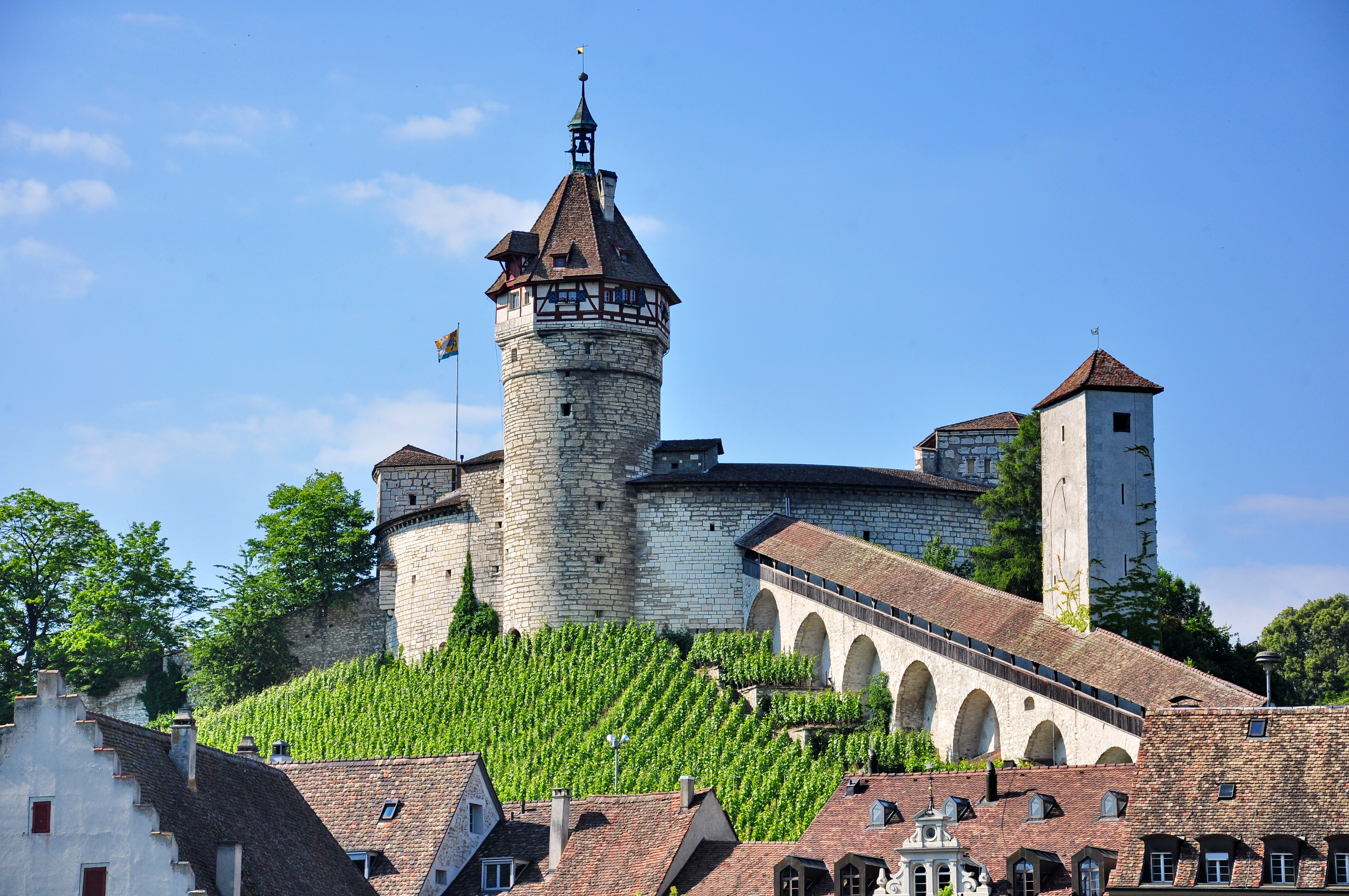
Munot, Schaffhausen

Im Mittelalter wurden die Städte zu ihrer Verteidigung mit Stadtmauern befestigt, ab dem 19. Jahrhundert entstanden Befestigungen in Grenznähe bei strategisch wichtigen Passübergängen und Bahntunnels.
- Basel-Kleinhüningen, ehem. französische Festung Kleinhüningen mit Rhein-Brückenkopf auf der ehemaligen Schusterinsel (verlandet), komplett geschleift
- Bern
- Fortifikation Bellinzona
- Fortifikation Hauenstein
- Fortifikation Murten
- Dufourbefestigungen
- Rheinfelden AG, ehemalige Festungsstadt
- Burg Stein (Rheinfelden), ehemalige Inselfestung
- Munot in Schaffhausen
- Schloss Sargans am Rhein
- Solothurn, Festungsstadt mit vier Artillerietürmen (ab 1534)
- Grosser St. Bernhard im Wallis
- St. Gotthard, Festungsraum Gotthardfestung
- Festung St. Luzisteig in Graubünden, Museum
- Saint-Maurice, Festungsraum im Wallis, Museen
- Stadtbefestigung Zürich
- Stadtbefestigung von Rapperswil mit Bastionen, Schanzen, siehe Endingerhorn

## Artillerie- und übrige Festungen der Schweizer Armee
Die Festungen wurden grösstenteils während des Zweiten Weltkriegs sowie während der Armee 61 erstellt und mit der Armeereform 1995 und Armee XXI ausser Dienst gestellt.
Die Schweizer Armee unterhielt Artilleriefestungen, die mit Geschützen der Kaliber 7,5 cm, 10,5-cm-Turmkanone oder 15 cm ausgerüstet waren. Die Geschütze waren in Kasematten, Geschütztürmen oder hinter Panzerscharten untergebracht.
Einige wurden als Museum zugänglich gemacht oder können auf Anfrage besichtigt werden.
Neben den Artilleriewerken wurden in der ganzen Schweiz die Sperrstellen der Infanterie permanent befestigt.

### Aargau

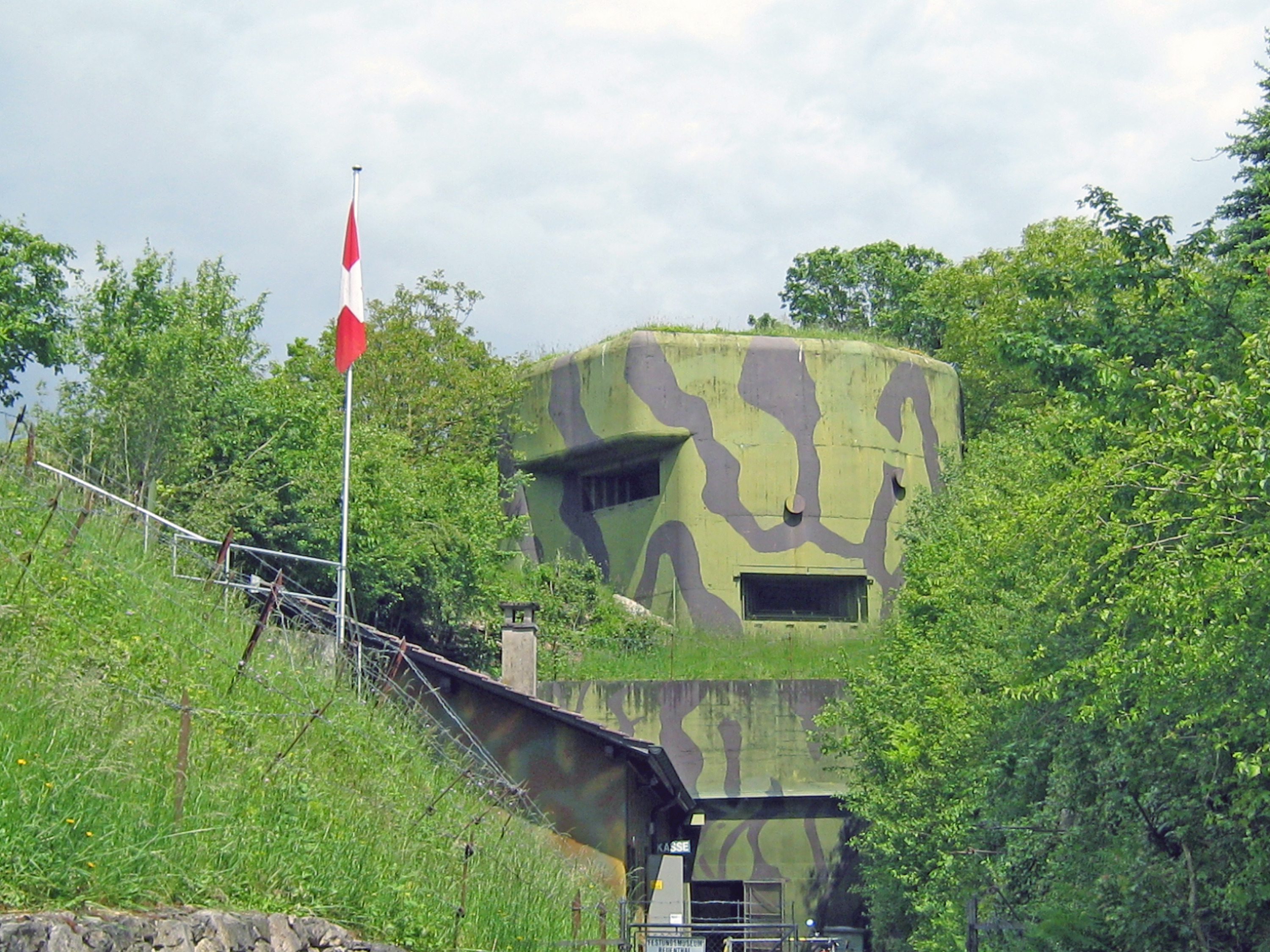
Festung Reuenthal, Eingang

- Reuenthal / A 4263, Militärmuseum
- Rein / A 3840, P-26, Museum
- Besserstein / A 3856
- Geissberg / A 3863
- Homberg / A 3962

### Basel-Landschaft
- Reisen-Pulfisei / A 3551–53, 3556
- Artilleriestellungen Gempenplateau

### Bern
- Bödeli A 1860–1864, Museum
- Burg / A 2050
- Faulensee / A 1954, Museum
- Grimsel / A 8900
- Hentschenried / A 1953
- Jaunpass / A 1715 bis A 1718
- Krattigen / A 1952, Museum
- Legi / A 1880-L
- Mülenen / A 1970 bis A 1973
- Schmockenfluh / A 1881
- Waldbrand / A 1880, Museum
- Kommandoposten Heinrich / A 1880, Museum

(Quelle:)

### Freiburg
- Gross Tosse / A 1750
- Euschels / A 1743
- Im Fang / A 1748

### Glarus
- Beglingen / A 6756
- Niederberg / A 6740
- Ennetberg / A 6723–6730

### Graubünden
- Römerstrasse / A 6212

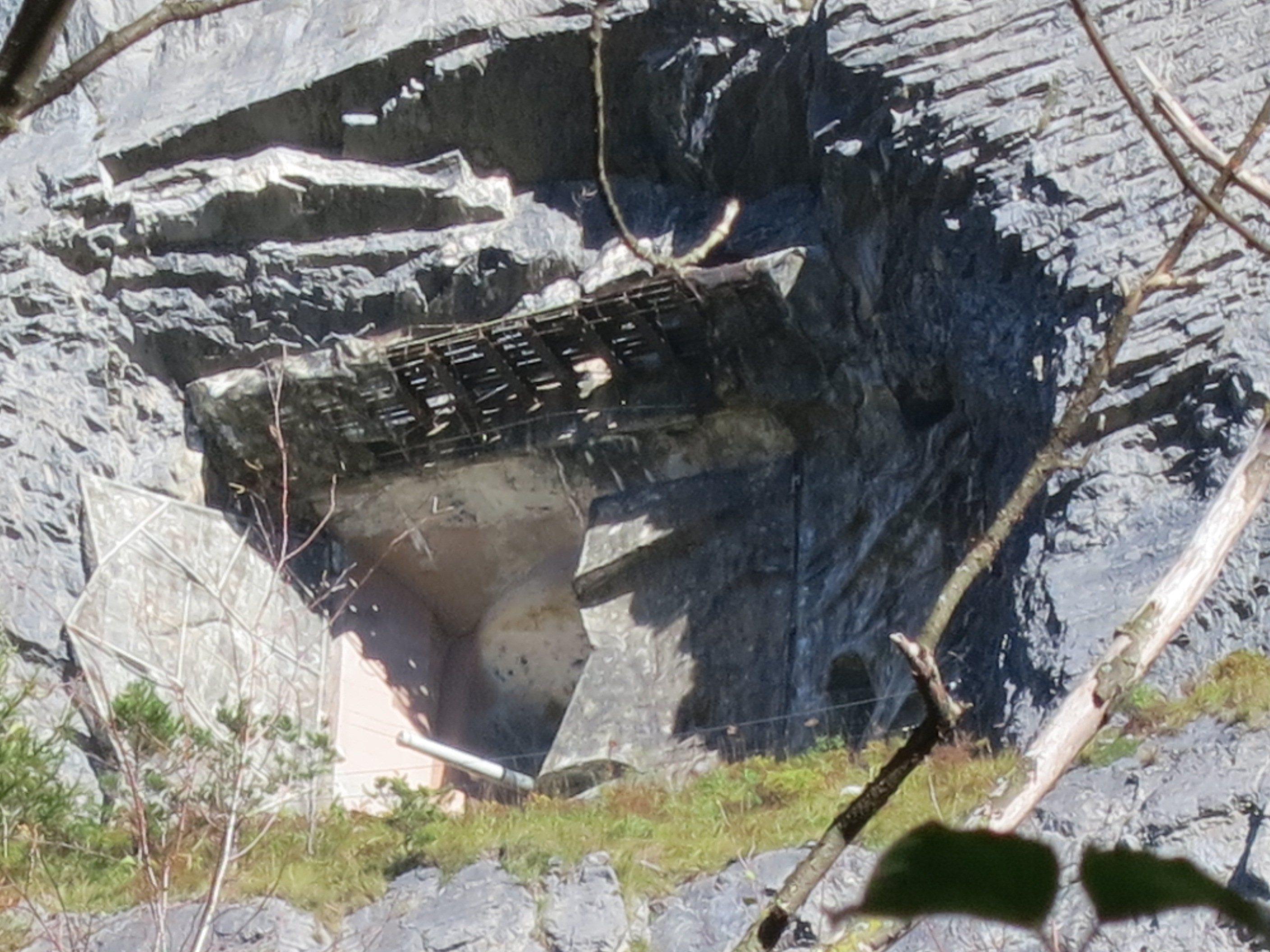
Festung Tschingel

- Tschingel / A 6225, Festungsverein
- Ansstein / A 6256
- Molinära / A 6315
- Haselboden / A 6325
- Nussloch / A 6330
- Tamina / A 6370
- Trin / A 7762, Museum
- Crestawald / A 7833, Museum
- Stalusa / A 8717, Museum

### Luzern
- Mühlefluh / A 2206 bei Vitznau, Museum und «Festungshotel»

### Nidwalden
- Wissiflue / A 2250
- Fürigen / A 2255, Museum
- Kilchlidossen / A 2261
- Ursprung / A 2242

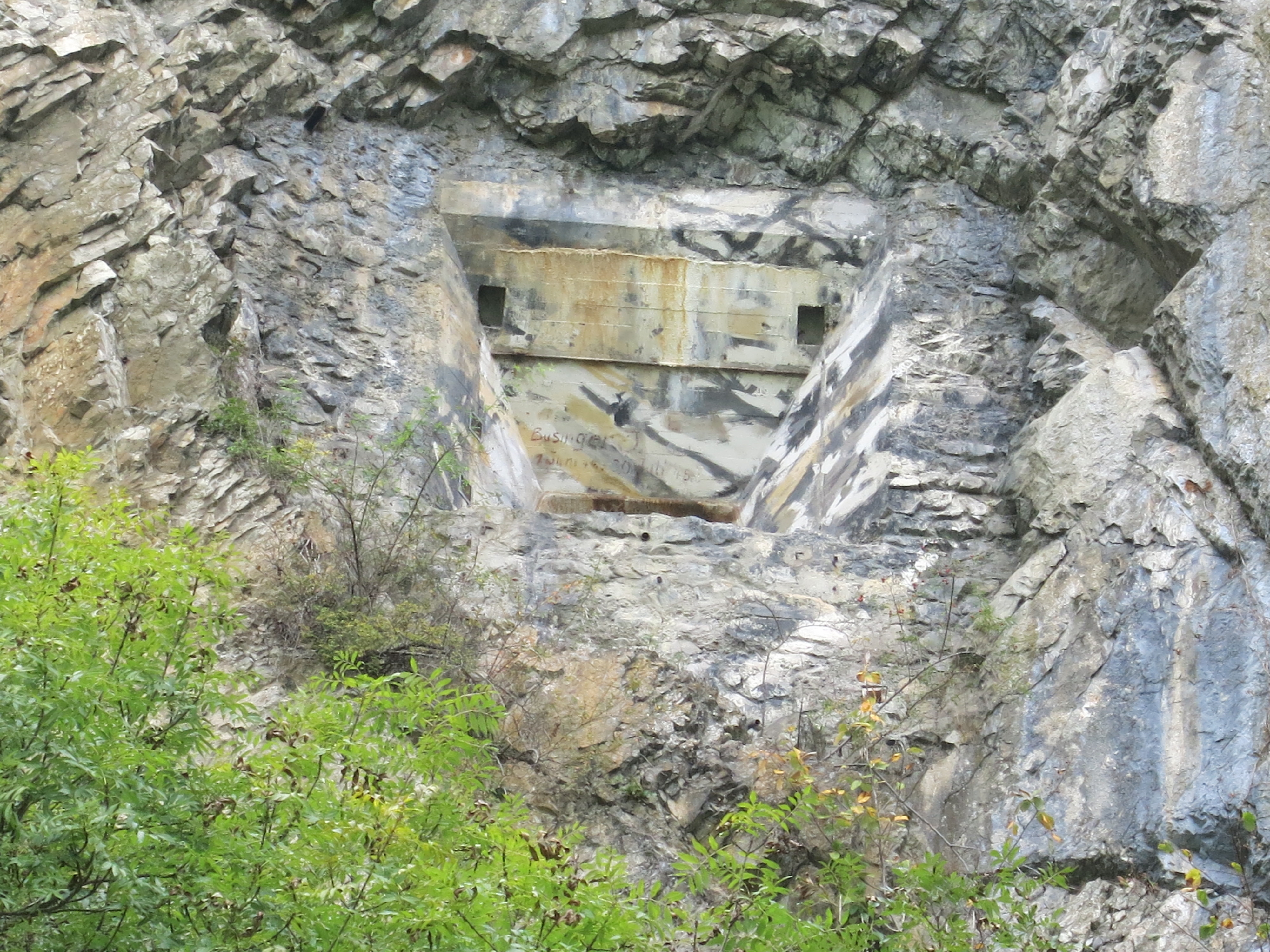
Festung Mueterschwanderberg

- Mueterschwanderberg / A 2288 (Blattiberg / A 2288.01, Drachenfluh / A 2288.02, Zingel / A 2288.02)

### Obwalden
- Klein-Durren / A 2287

### Schaffhausen
- Sperrstellen in Schaffhausen und Stein am Rhein[2]
- Munot in Schaffhausen, Zirkularfestung

### Schwyz
- Bannwald / A 6960-63
- Barbara / A 7330 (Rigi)
- Festung Etzel Ost / A7106[3]
- Kirchplatte / A 6970-6974
- Verena / A 7341 (Steinerberg)
- Stock / A 7345
- Halsegg / A 7351 und A 7352, Festungs- und Dufourmuseum
- Spitz / A 7347 und A 7348, Museum

### Solothurn
- Gsal / A 3557–60
- Artilleriestellungen Gempenplateau

### St. Gallen

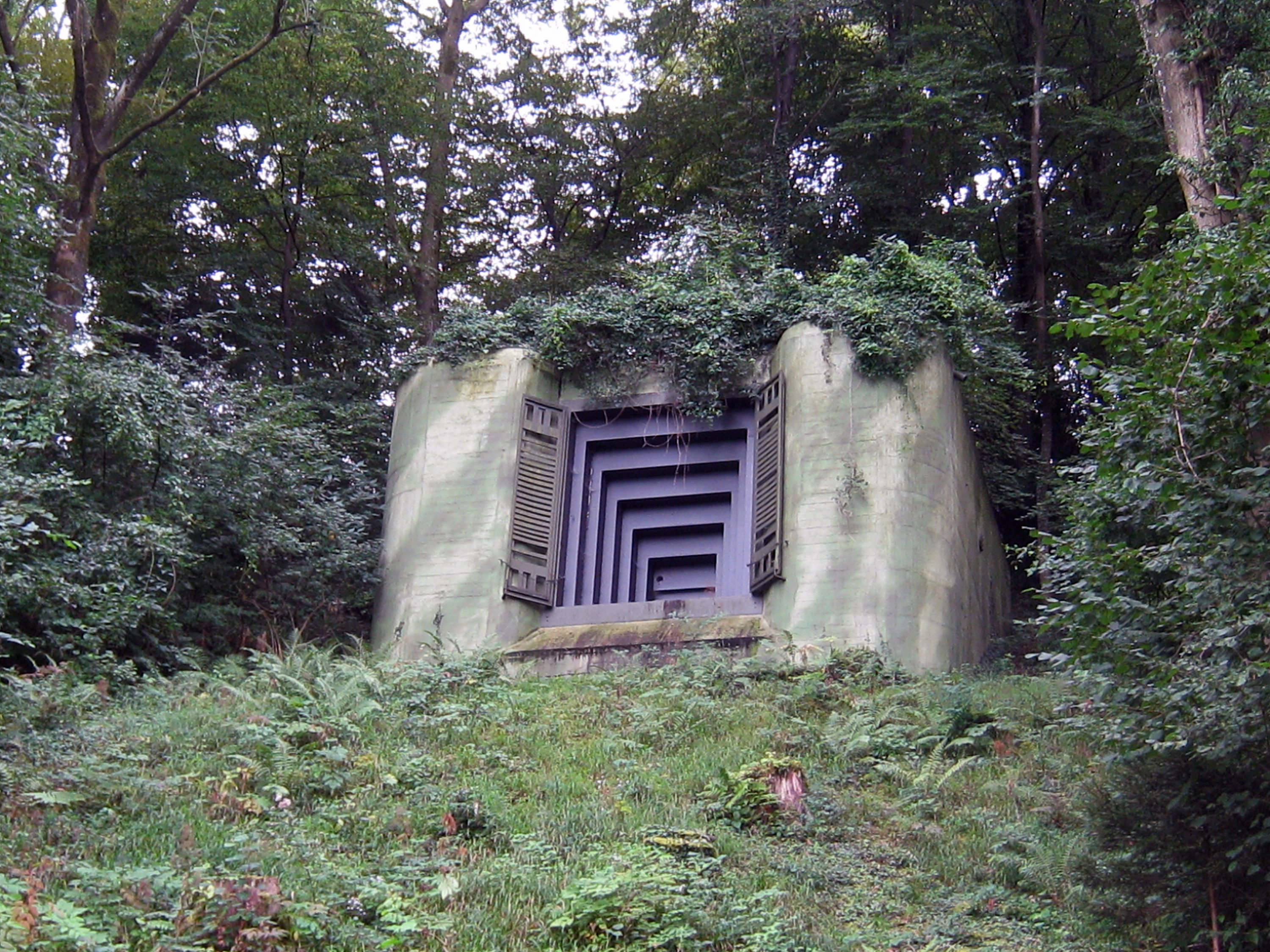
Geschütz der Festung Heldsberg

- Festungsgebiet Sargans, Festungsraum
- Festung Heldsberg / A 5850 St. Margrethen Nähe Bodensee, Museum
- Festung Magletsch / A 6020 Wartau, Festung Sargans, Museum
- Festung Passati / A 6375 Seeztal
- Festung Schollberg / A 6100, Trübbach, Museum
- Festung Furggels / A 6355 St. Margretenberg, Gemeinde Pfäfers, Festung Sargans, Museum
- Artilleriewerk Tamina / A 6370, Taminaschlucht, Gemeinde Bad Ragaz
- Kastels / A 6400 Mels, Festung Sargans

### Tessin

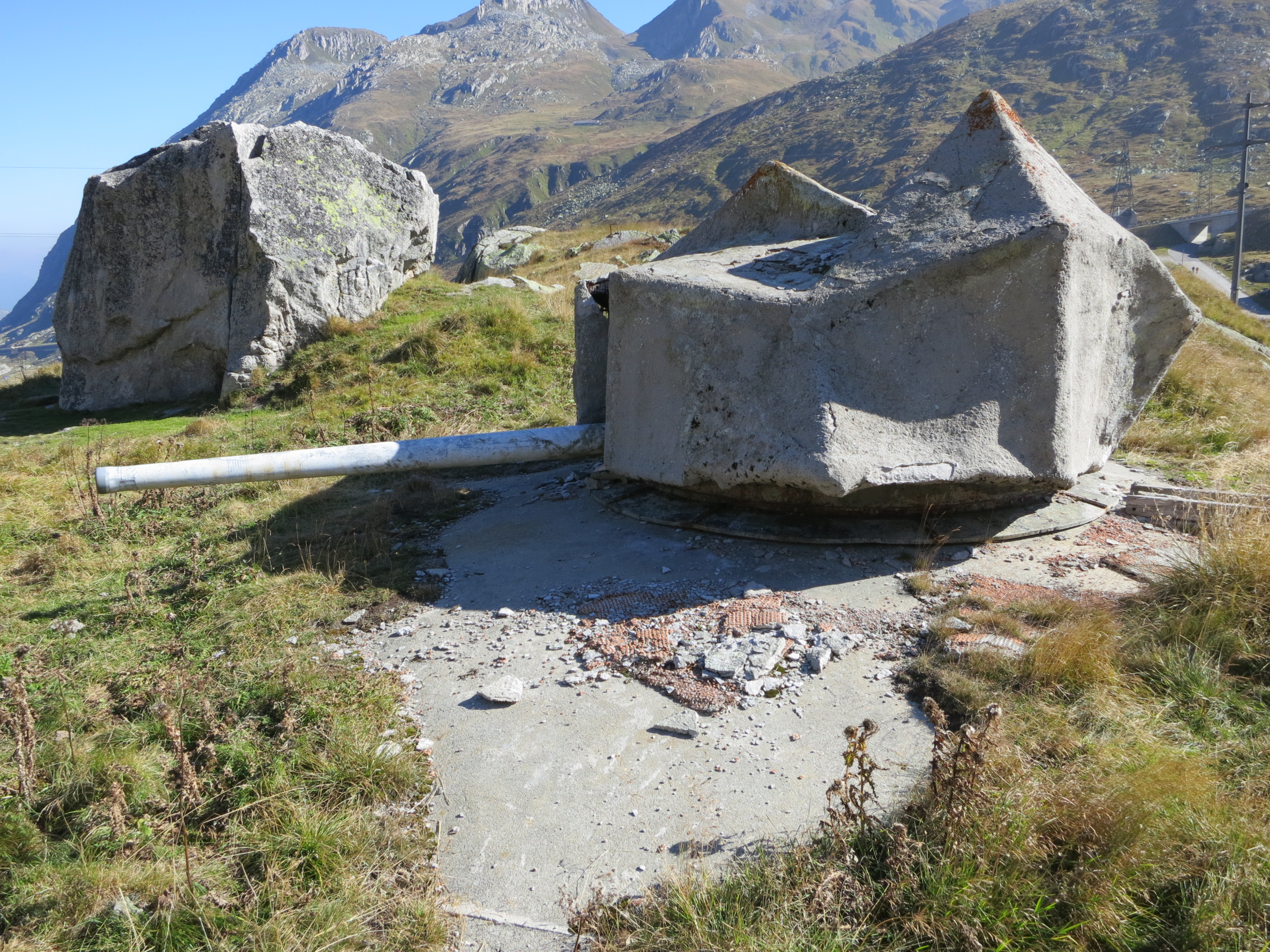
Artilleriewerk San Carlo

- Festungsgebiet Gotthard, Festungsraum
- Festung Motto Bartola (1890), Gotthardfestung
- Forte Airolo (1890–1947), Gotthardfestung, Museum
- Fort Hospiz (1894–1947), Gotthardfestung, Museum
- San Carlo / A 8390, Gotthardfestung
- Foppa Grande / A 8370, Gotthardfestung
- Sasso da Pigna / A 8385, Gotthardfestung, Themenwelt «Sasso San Gottardo»[4].
- Lona-Mondascia A 8157 (Lona-Mairano A 8158), Museum
- Grandinagia A 8444, Val Bedretto

### Thurgau
- Festungsgürtel Kreuzlingen, Museum

### Uri

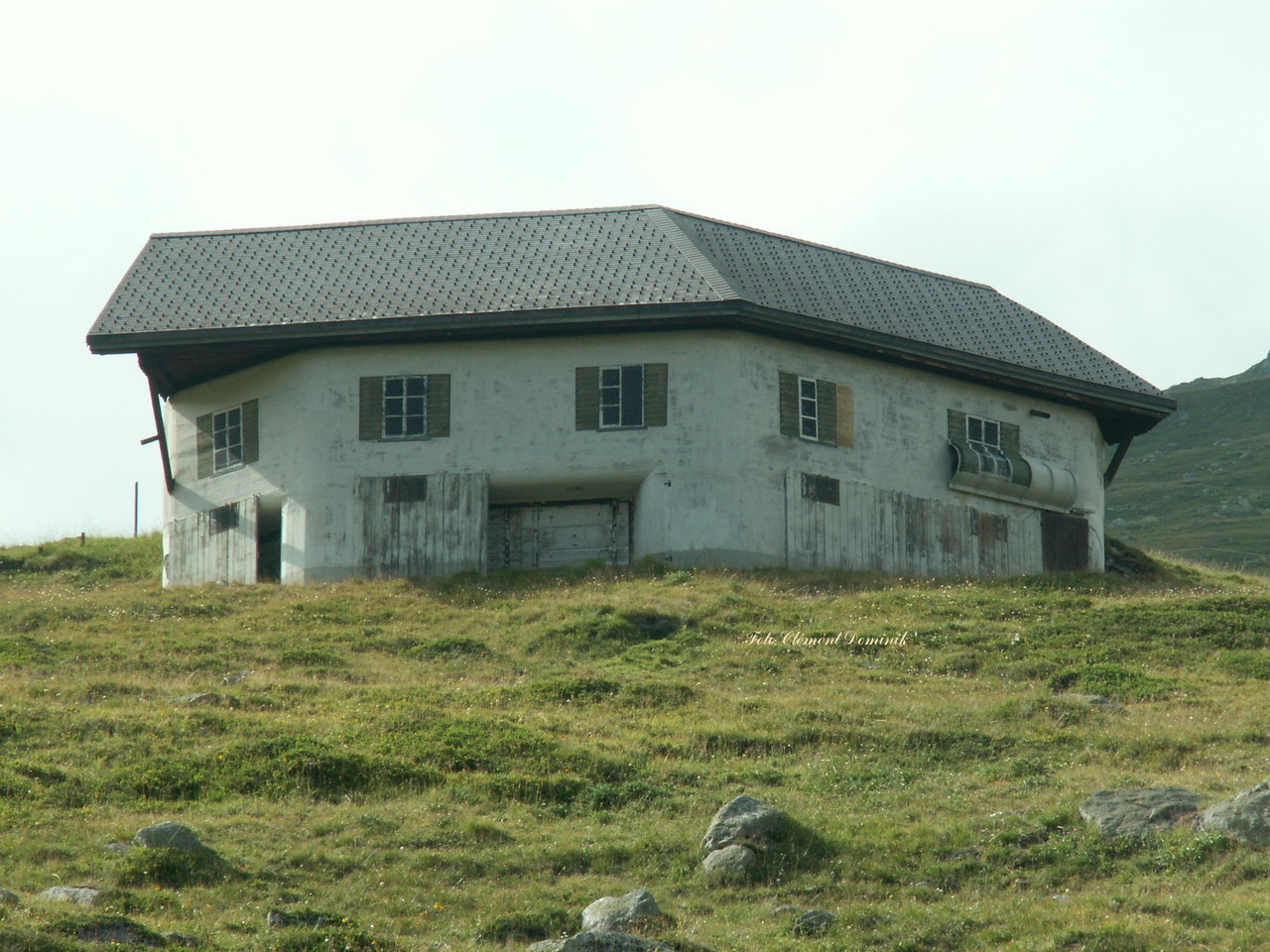
Festung Fuchsegg

- Fort Bäzberg / A 8860 (1892), Gotthardfestung
- Fort Bühl / A 8675 (1892), Gotthardfestung
- Festung Fuchsegg / A 8630, Gotthardfestung
- Gütsch / A 8685, höchstgelegene Festung Europas (Zweiter Weltkrieg), Gotthardfestung
- Isleten / A 8730
- Klausenpass, / A 8744 (Klausenpass)
- Fort Stöckli, (1893–1947), höchstgelegene Festung Europas (Erster Weltkrieg), Gotthardfestung
- Teufelswand / A 8675, Gotthardfestung

### Waadt
- Champillon / A 365 Festung Saint-Maurice, Pyromin Museum
- Chillon / A 390, Festung Saint-Maurice
- Dailly und Savatan / A 250 und A 200, Festung Saint-Maurice
- Petit-Mont / A 130, Festung Saint-Maurice
- Toveyres / A 140, Festung Saint-Maurice
- Pré-Giroud / A 577 bei Vallorbe, Museum
- Saint-George / A 641 West, A 642 Ost Col du Marchairuz
- Tobleroneweg / Gland
- La Tine A 1651 (links) / A 1652 (rechts)
- Braye / A 1680

### Wallis
- Festungsgebiet Saint-Maurice, Festungsraum
- Festung Cindey / A 155, Festung Saint-Maurice, Museum
- Naters / A 9000, Festung Saint-Maurice, Museum Naters
- Commeire / A 27, Festung Saint-Maurice, Verein Pro Forteresse
- Champex / A 46, Festung Saint-Maurice, Museum
- Scex / A 166, Festung Saint-Maurice, Museum
- Follatères / A 66, Festung Saint-Maurice

### Zug
- Militärhistorische Stiftung des Kantons Zug, Museum
- Bucklen (Unterägeri), Artilleriestellung
- Schüsselbach (Unterägeri), Artilleriestellung

### Zürich
- Ebersberg, Rüdlingen / A 5438, Museum
- Festung Uetliberg
- Zivilschutzbunker Landenberg: Zivilschutz-Museum der Stadt Zürich, Museum